# Gruyères (Svizzera)
Gruyères (toponimo francese; in tedesco Greyerz) è un comune svizzero di 2 203 abitanti del Canton Friburgo, nel distretto della Gruyère; ha lo status di città. Dal 2016 il borgo, grazie alla sua particolare bellezza architettonica, la sua storia e la posizione privilegiata in cui si trova è entrato a far parte dell'associazione "I borghi più belli della Svizzera".

## Geografia fisica
Gruyères è collocata a un'altitudine di 810 m s.l.m. su di uno sperone roccioso a dominare panoramicamente la valle del fiume Sarina.

## Storia
Gruyères è stata il capoluogo del distretto della Gruyère fino alla sua soppressione nel 1848.

## Monumenti e luoghi d'interesse
Intorno alla piazza principale della località, protetta da bastioni, sorgono edifici medievali e rinascimentali.

### Architetture religiose

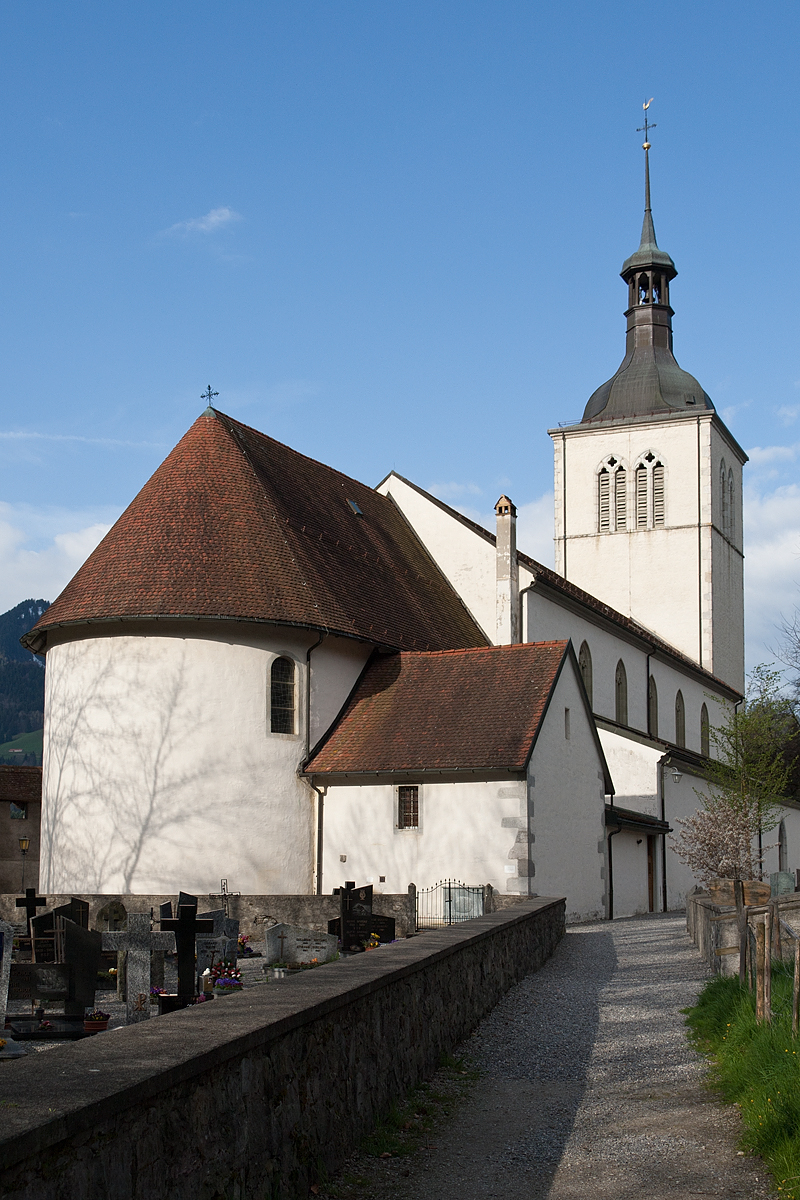
La chiesa cattolica di San Teodulo

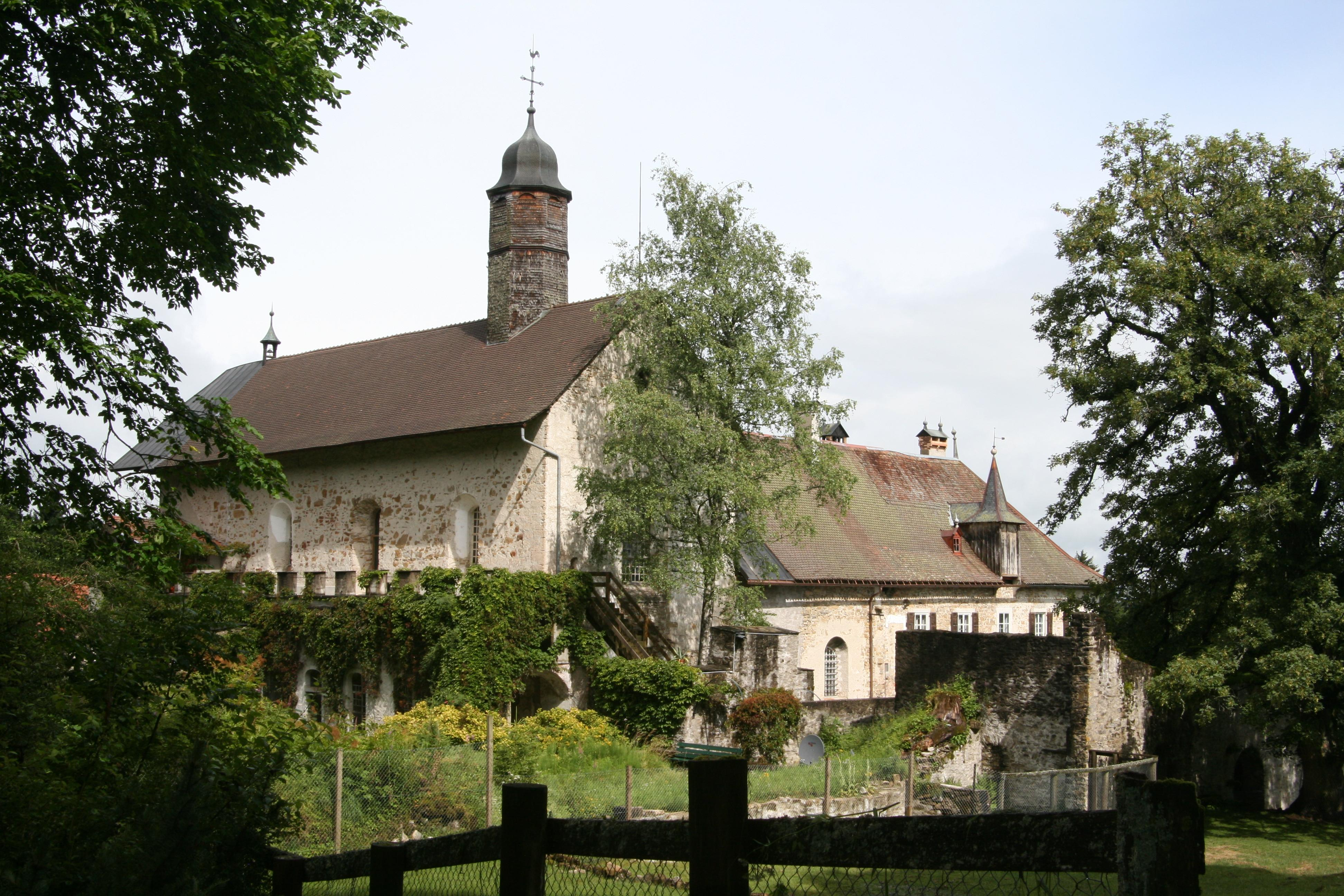
L'ex certosa di La Part-Dieu

- Chiesa cattolica di San Teodulo, eretta nel 1254 e ricostruita nel 1860[1];
- Cappella di San Giovanni Battista, già cappella palatina[1];
- Cappella di San Maurizio, eretta nel 1431[1];
- Cappella del Berceau, dedicata ai Santi Sebastiano e Rocco, eretta nel 1612[1];
- Ex certosa di La Part-Dieu, fondata nel 1307 e soppressa nel 1848[1][2].

### Architetture civili

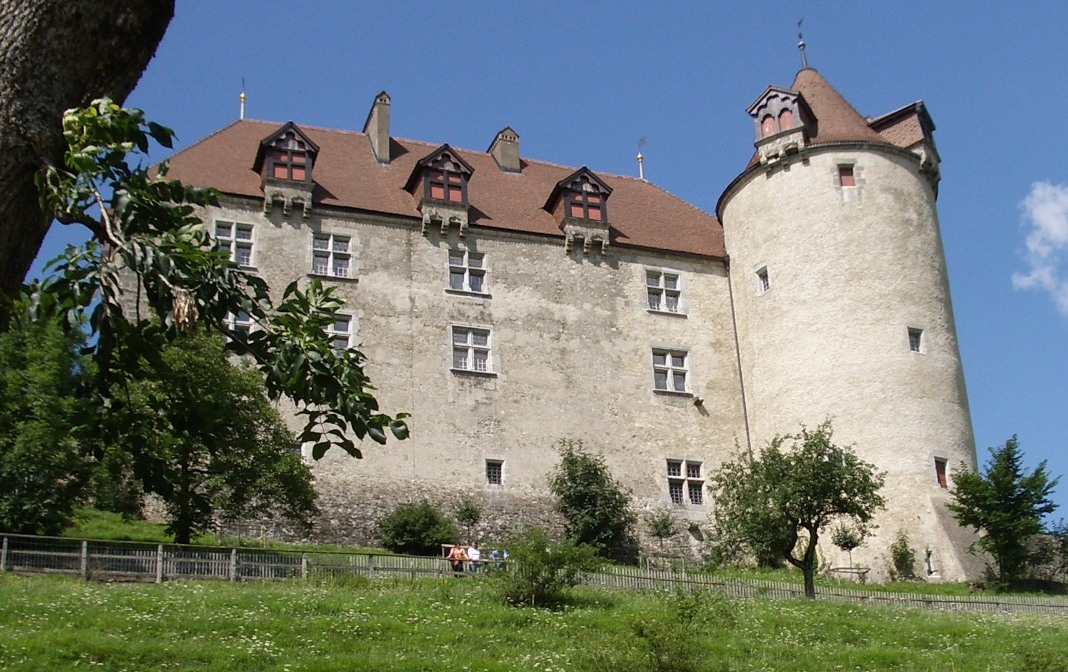
Il castello di Gruyères

- Castello di Gruyères, eretto nel XIII secolo e ricostruito nel 1493[1].

## Società

### Evoluzione demografica
L'evoluzione demografica è riportata nella seguente tabella:
Abitanti censiti

## Cultura

### Musei
- Museo storico, ospitato nel castello di Gruyères[1];
- Museo dedicato a Hans Ruedi Giger, ospitato nel castello di Saint Germain[1];
- Museo del Tibet[senza fonte].

## Geografia antropica

### Frazioni

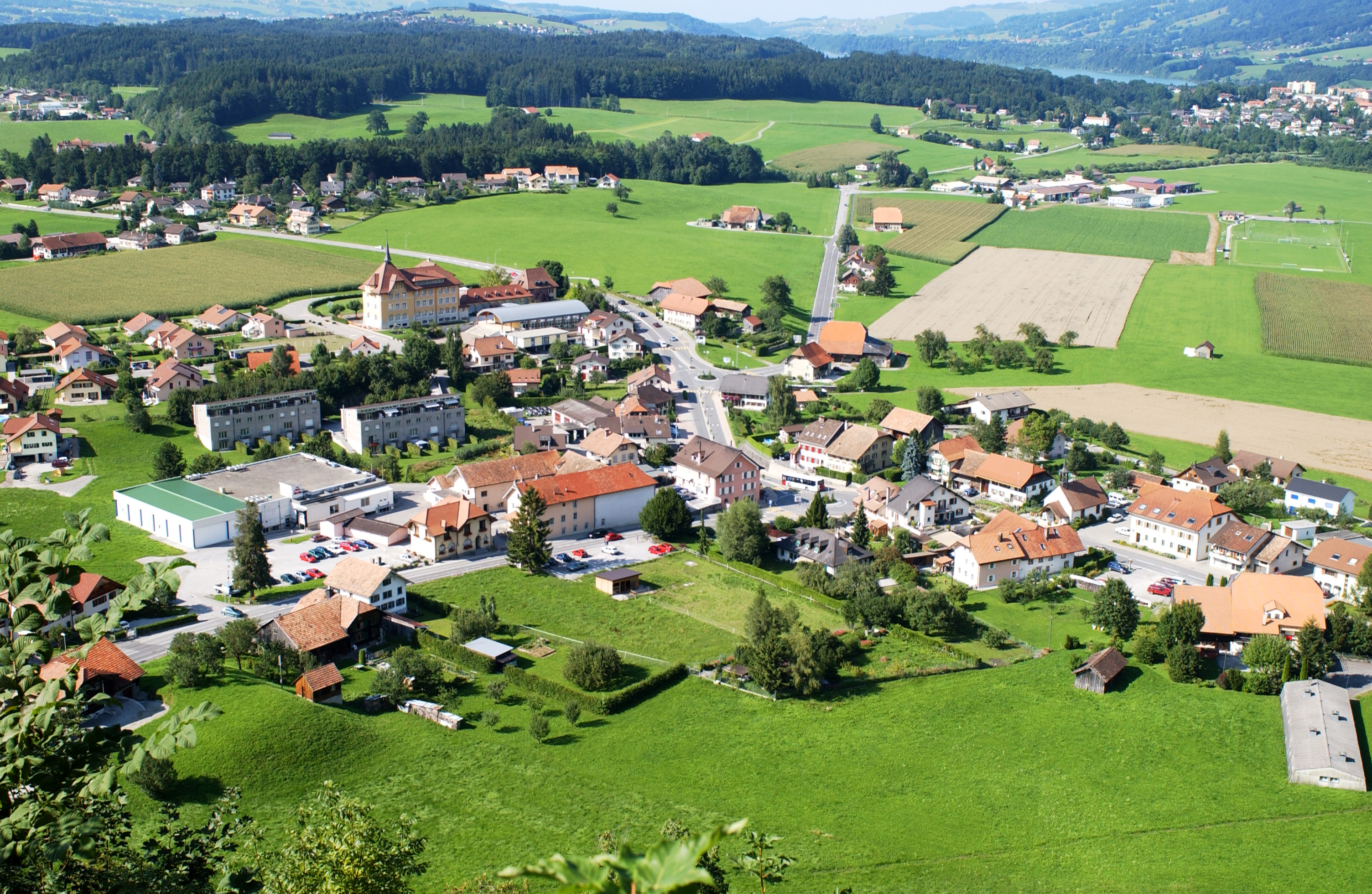
Epagny

Le frazioni di Gruyères sono:
- Epagny
- Le Creux
- Le Pont
- Moléson-sur-Gruyères o Moléson-Village[senza fonte]
- Pringy
- Saussivue

## Economia
Moléson-sur-Gruyères è una stazione sciistica sviluppatasi a partire dagli anni 1960.

## Infrastrutture e trasporti

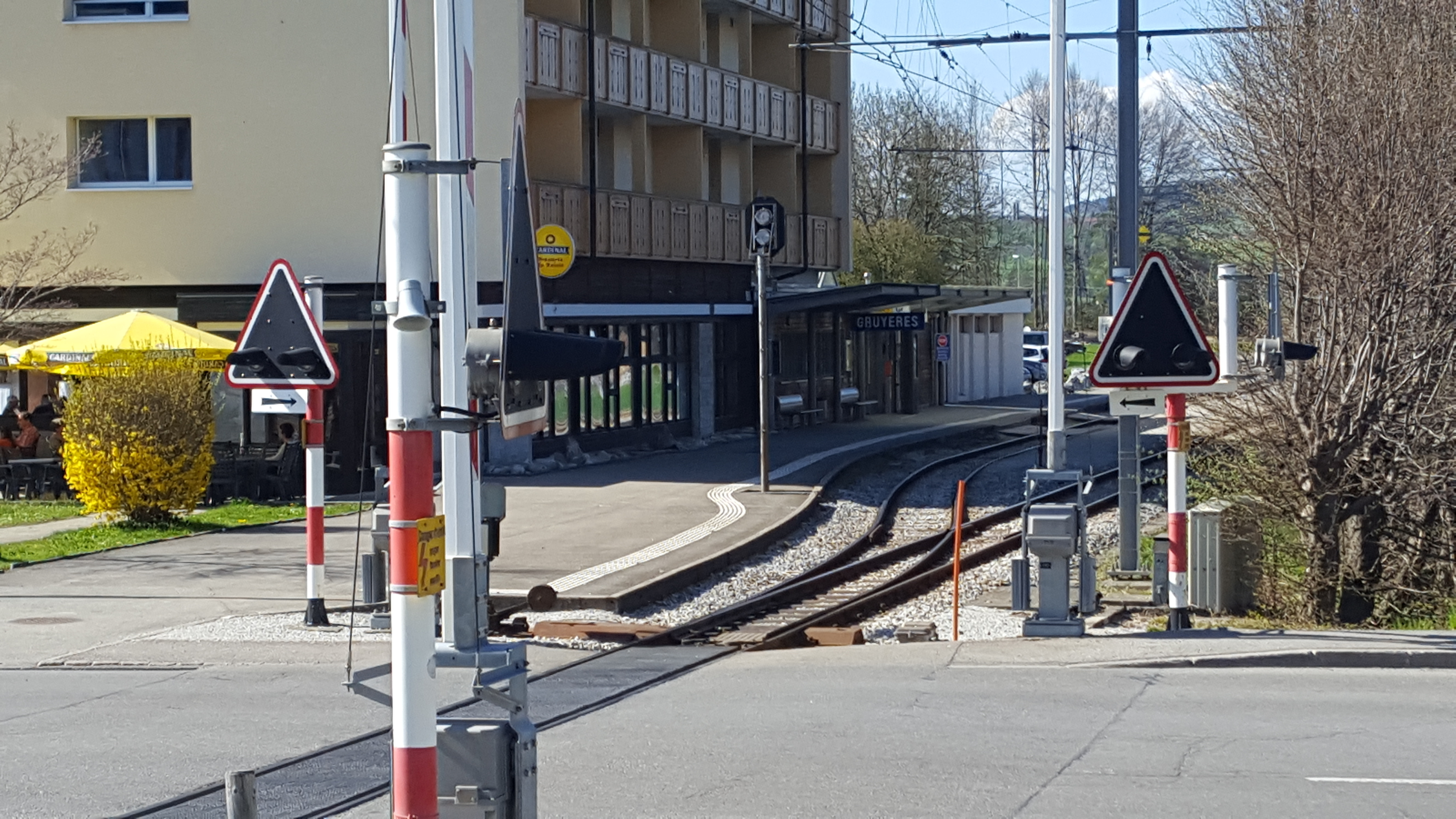
La stazione di Gruyères

Gruyères è servita dall'omonima stazione sulla ferrovia Palézieux-Bulle-Montbovon.

## Amministrazione
Ogni famiglia originaria del luogo fa parte del comune patriziale che ha la responsabilità della manutenzione di ogni bene comune.